# 田万清臣

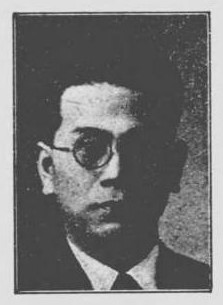
田万清臣

田万 清臣（たまん きよおみ、1892年（明治25年）7月8日 - 1979年（昭和54年）5月22日）は、昭和時代の政治家、弁護士。労働運動家。衆議院議員（3期）。配偶者は婦人活動家の田万明子。

## 経歴
香川県に生まれる。1919年（大正8年）京都帝国大学独法科を卒業する。大学では弁論部初代部長を務め、河上肇に傾倒した。
卒業後、弁護士を開業し労働運動に参加。大阪市会議員、同参事会員、同学務委員、借地借家調停委員、大日本興亜同盟理事を歴任した。1936年（昭和11年）2月の第19回衆議院議員総選挙では大阪府第1区から社会大衆党所属で出馬し当選。つづく第20回、第21回総選挙でも当選し、衆議院議員を通算3期務めた。戦時下、大政翼賛会大阪府支部常務委員、同会政調厚生委員などを歴任した。
戦後、公職追放となった。その後、日本社会党大阪府連委員長などを務めた。1952年（昭和27年）10月の第25回総選挙から1958年（昭和33年）5月の第28回総選挙まで大阪府第1区から連続4回立候補したが、いずれも落選した。